# Европейский уполномоченный по правам человека
Европе́йский уполномо́ченный по права́м челове́ка (англ. European Ombudsman, фр. Médiateur européen, нем. Europäischer Bürgerbeauftragter, иногда называемый Европейский омбудсмен или Евроомбудсмен, англ. Euro-Ombudsman) — уполномоченный по правам человека Европейского союза; должность, введённая Маастрихтским договором в 1993 году. Он уполномочен принимать жалобы от граждан Союза, физических или юридических лиц, резидентов государств-членов на неудовлетворительное качество деятельности институтов или учреждений Союза. С 2013 года этот пост занимает представитель Ирландии Эмили О'Рейли.

## Учреждение должности и порядок назначения
Должность европейского омбудсмена была предусмотрена Маастрихтским договором в 1993 году. Впоследствии статус данного института ЕС был конкретизирован решением Европейского парламента от 9 марта 1994 года «О правилах и основных условиях регулирования осуществления обязанностей Омбудсмена».
Евроомбудсмен избирается на пятилетний срок Европарламентом простым большинством голосов. При этом, кандидат должен удовлетворять следующим требованиям:
1. иметь гражданство страны — члена ЕС
2. соответствовать требованиям, предусмотренным для кандидатов на высшие судебные должности в стране гражданства или обладать общепризнанной компетенцией и опытом в сфере защиты прав человека.

## Список уполномоченных
|   | Имя                   | Страна    | Период    |
| - | --------------------- | --------- | --------- |
| 1 | Якоб Сёдерман         | Финляндия | 1995—2003 |
| 2 | Никифорос Диамандурос | Греция    | 2003—2013 |
| 3 | Эмили О'Рейли         | Ирландия  | с 2013-го |

## Деятельность
В ответ на жалобу, или по собственной инициативе, уполномоченный проводит расследование. Институты ЕС обязаны предоставлять ему любую информацию и доступ к соответствующим документам. Омбудсмен и его персонал не вправе предавать гласности информацию или документы, которые они получили в процессе их расследований. Они должны также сохранять конфиденциальность любой информации, которая может причинить вред лицу, подавшему жалобу, или любому другому заинтересованному лицу. Однако, если в процессе расследований Омбудсмен получает данные о фактах, которые, по его мнению, могут подпадать под действие уголовного права, он должен без промедления поставить в известность компетентные национальные органы через постоянные представительства государств-членов при Европейских сообществах и при необходимости институты Сообщества, в подчинении которых находится соответствующее должностное лицо или служащий. Омбудсмен также вправе информировать заинтересованный институт или орган Сообщества о фактах, позволяющих ставить вопрос о применении к членам их персонала мер дисциплинарного воздействия
Обнаружив факты нарушений, Омбудсмен извещает учреждение, о котором идёт речь, и посылает ему свои рекомендации. Учреждению-получателю даются три месяца на то, чтобы дать подробный ответ, после чего уполномоченный направляет окончательный отчёт в Европейский парламент или соответствующим учреждениям. Кроме того, он извещает заявителя о результатах своего расследования.
Ежегодно уполномоченный отчитывается в Европарламенте о результатах всех расследований, проведённых в течение года.